# Seleukos VI Epiphanes

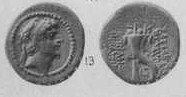
Seleukos VI Epiphanes

Seleukos VI Epiphanes là vua của vương quốc Seleukos thời kì Hy Lạp hóa; Ông là con trai cả của vua Antiochos VIII Grypos. Vào năm 96 TCN, Seleukos đánh bại chú là Antiochos IX Cyzicenos để trả thù cho cái chết vua cha. Tuy nhiên mối thù ấy đã được trả bởi Antiochos X Eusebes, con trai của Antiochos Cyzicenos, và Seleukos đã buộc phải rút lui từ Syria vào Mopsuestia của Cilicia, nơi ông thành lập cung điện của mình, cực kì sang trọng.
Tuy nhiên, những cư dân của cùng đất vừa bị quấy rối bởi bọn cướp biển đã không chấp nhận sự phung phí của ông ta. Nỗ lực của Seleukos trong việc xây dựng một đội quân mới là gánh nặng quá lớn. Một cuộc nổi loạn nổ ra và Seleukos bị vây hãm trong trường đua mà dường như sau đó đã bị thiêu cháy cùng với vị vua và quân lính.
Bốn anh em của Seleukos bao gồm Antiochos XI Epiphanes Philadelphos, Philippos I Philadelphos, và Demetrios III Eukairos, tiếp tục tham gia vào cuộc nội chiến chống lại các nhánh khác của dòng họ và chống lại lẫn nhau.